# الضفيرة (نجم)

خريطة كوكبة الأسد، ويظهر رمز "ζ" بجانب نجم الضفيرة.

نجم الضفيرة أو «زيتا الأسد» هو واحد من نجوم كوكبة الأسد، وقد سُمي كذلك نسبة إلى موقعه ضمن الصورة المُتخيلة للكوكبة. وهو نجم عملاق نادر حيث أنه ينتمي للدرجة "F"، ودرجته الدقيقة هي "F0III". يبلغ قدره الظاهري +3.44 مما يجعله نجمًا خافتًا نسبيًا. لكن مع ذلك فإن ضياؤه (ضوءه الحقيقي) يبلغ 207 أضعاف ضياء الشمس. بما أن كتلة الضفيرة تعادل 3 كتلة شمسية فإن حياته سوف تكون قصيرة نسبيًا، وسوف يترك التسلسل الرئيسي خلال مليون سنة تقريبًا من الآن حيث سيتطوّر إلى عملاق برتقالي من درجة "K". قدّر مسبار هباركوس بعد الضفيرة بـ80 فرسخ فلكي عن الأرض (260 سنة ضوئية).

## النجم المضاعف
يملك الضفيرة نجماً مضاعفًا مرئيًا يبلغ قدره الظاهري 5.90. ويُعرف النجم الآخر الذي معه بـ«الأسد 35»، وتفصله ظاهريًا مسافة 325.9 ثانية قوسية عن النجم الرئيسي «الضفيرة». لكن النجمين لا يُشكّلان نظامًا نجميًا ثنائيًا لأن «الأسد 35» يبعد 100 سنة ضوئية فقط عن الأرض.